# Ouirgane
Ouirgane är en ort i Marocko.   Den ligger i provinsen Al Haouz och regionen Marrakech-Safi, 300 km söder om huvudstaden Rabat.